# Дубай (аэропорт)
Международный аэропорт Дубай (араб. مطار دبي الدولي‎; ИАТА: DXB, ИКАО: OMDB) — крупнейший гражданский аэропорт Объединённых Арабских Эмиратов, расположенный в четырёх километрах к юго-востоку от исторического центра Дубай в районе Аль-Гархуд.
Международный аэропорт Дубай имеет максимальную пропускную способность в 60 миллионов пассажиров и 2,1 млн тонн грузов в год, строительство аэропорта обошлось примерно в 5,5 млрд долларов США. К 2001 году завершилась программа расширения аэропорта, после чего аэропортовый комплекс стал включать в себя три терминала с тремя пассажирскими секторами, два крупных грузовых терминала, выставочный центр из трёх больших залов, центр по ремонту и обслуживанию авиационной техники и прочие помещения под сервисные подразделения и службы перевозок. Максимальная пропускная способность аэропорта при этом выросла до 80 млн пассажиров в год.
На момент открытия аэропорта код DUB уже был занят аэропортом Дублина, поэтому свой уникальный код DXB международный аэропорт Дубай получил путем замены «U» на «X», что является обычной практикой в именовании кодов аэропортов.
При этом ещё в 2009 году аэропорт занимал 15-е место в списке самых загруженных аэропортов по показателю объёма пассажирских и 8-е место по показателю объёма грузовых перевозок.
В 2008 аэропорт также вышел на 6-е место в мире по трафику международного пассажирского потока.
Международный аэропорт Дубай находится в ведении Управления гражданской авиации ОАЭ и является базовым аэропортом для национальной авиакомпании страны Emirates Airline. Транзитный узел (хаб) Emirates Airline обрабатывает до 60 % всех пассажирских перевозок аэропорта и обслуживает около 37 % всех операций по взлётам/посадкам самолётов, представляя собой крупнейший авиационный узел Ближнего Востока и Африки. Аэропорт также является базовым для бюджетной авиакомпании Flydubai. Кроме того, Международный аэропорт Дубай используется в качестве вторичного хаба авиакомпаниями Jazeera Airways, Iran Aseman Airlines, airblue, Royal Jordanian и является одним из основных пунктов назначения для регулярных маршрутов авиакомпаний Singapore Airlines, Yemenia, Biman Bangladesh Airlines, Air India, Pakistan International Airlines и региональных перевозчиков Dolphin Air, Falcon Express Cargo Airlines и Aria Air.
По состоянию на июнь 2009 года аэропорт обрабатывал около 5600 рейсов в неделю 130 авиакомпаний по более чем 200 пунктам назначения в странах Северной Америки, Европы, Южной Америки, Восточной, Южной и Юго-Западной Азии, Австралии и Африки. По итогам 2008 года услугами Международного аэропорта Дубай воспользовались 37 441 440 человек, общий пассажирский трафик при этом увеличился на 9,7 %, а международный — на 9,3 % по сравнению с 2007 годом. Грузоперевозки в 2008 году увеличились по сравнению с предыдущим годом на 9,4 % и составили 1824 млн тонн, в результате чего аэропорт вышел на 11-е место в списке крупнейших аэропортов мира по показателю грузооборота за год.
В 2015 году услугами аэропорта воспользовалось около 78,015 миллиона человек.
14 октября 2008 года было введено в эксплуатацию новое здание пассажирского Терминала 3, который в начале января 2009 года был дополнительно расширен и модернизирован.
10 февраля 2013 был полностью введён в эксплуатацию Конкорс A терминала 3, который обслуживает самолёты Airbus A380 флагманской авиакомпании страны Emirates Airlines

## История
История гражданской авиации в Дубае берёт своё начало в июле 1937 года с подписанием соглашения на аренду аэродрома гидросамолётов для британской авиакомпании Imperial Airways. Стоимость аренды составляла 440 рупий в месяц и включала в себя заработную плату персонала по охране территории. Несколько позднее коммерческие маршруты открыла авиакомпания Empire Flying Boats, выполняя регулярные и чартерные рейсы между Карачи (Индия) и Саутгемптоном (Англия). К февралю 1938 года по данному маршруту на гидросамолётах совершалось четыре рейса в неделю.
В 1940-х годах базу гидросамолётов в Дубай использовала авиакомпания British Overseas Airways Corporation (BOAC), выполнявшая рейсы из Южной Африки в Сидней через Персидский залив.

### Строительство
Строительство аэропорта началось британской компанией Costain Group в 1959 году по распоряжению правителя Дубая шейха Рашида ибн Саида аль-Мактума (араб. راشد بن سعيد آل مكتوم‎). Официально аэропорт открылся в 1960 году и имел в своём составе небольшой пассажирский терминал, три площадки для стоянок самолётов и взлётно-посадочную полосу 1800 метров в длину на уплотнённом песке, способную принимать самолёты размерами с Douglas DC-3.
В связи с расширением комплекса аэропорта возникла необходимость в более подходящем здании для размещения пожарных служб. Необходимый объект построен в районе середины взлётно-посадочной полосы и был сдан в эксплуатацию в конце 1976 года. В декабре 1978 года была завершена целая серия строительства, включавшая в себя новые здания и помещения под подразделение, занимающееся ремонтом и обслуживанием самолётов, электрорадиотехническую и инженерную службы. В пассажирском терминале появились зона для транзитных пассажиров, ресторан и новые помещения для приготовления пищи.
В мае 1963 года началось строительство асфальтированной взлётно-посадочной полосы длиной в 2804 метра, которая была сдана в эксплуатацию в мае 1965 года вместе со вторым зданием пассажирского терминала, ангарами и новым навигационным оборудованием. Церемония открытия новой ВПП состоялась 15 мая 1965 года и ознаменовалась прибытием в аэропорт первых больших реактивных лайнеров De Havilland Comet авиакомпаний Middle East Airlines и Kuwait Airways. Система освещения взлётно-посадочной полосы была введена в действие в августе 1965 года. Во второй половине 1960-х годов в аэропорту вводятся в строй всенаправленный азимутальный радиомаяк (англ. VHF Omni-directional Radio Range, VOR) и курсо-глиссадная система (англ. Instrument Landing System, ILS). К 1969 году аэропорт обслуживал рейсы девяти авиакомпаний по более чем двадцати направлениям.
Появление в гражданской авиации широкофюзеляжных реактивных самолётов в 1970-х годах потребовало дальнейшего строительства комплекса аэропорта. В данный период были сданы в эксплуатацию новое трёхэтажное здание пассажирского терминала, имеющего 110 метров в длину и площадь в 13 400 квадратных метров, рулёжные дорожки под широкофюзеляжные лайнеры и новая 28-метровая вышка командно-диспетчерского пункта управления воздушным движением.

### Расширение
В начале 1970-х годов в аэропорту Дубай началась очередная программа расширения и реконструкции аэропортового комплекса. Выполнены работы по удлинению до 3810 метров взлётно-посадочной полосы, расширению рулёжных дорожек, введению в действие курсо-глиссадной системы, сертифицированной по второму классу (англ. ILS Category II), дизель-генераторных установок, а также установке приводной радиостанции (NDB) (англ. non-directional beacon (NDB)), давшие аэропорту возможность принимать самолёты типов Boeing-747 и Конкорд.
Следующим серьёзным этапом в процессе модернизации аэропорта стало строительство второй взлётно-посадочной полосы с асфальтовым покрытием, завершившееся в апреле 1984 года с опережением на три месяца по сравнению с расчётным сроком. Новая ВПП расположена параллельно первой полосе и на расстоянии 360 метров к северу от неё и на тот момент была оснащена новейшей системой освещения и курсо-глиссадной системой захода на посадку, сертифицированной по второй категории. Кроме того, были выполнены работы по частичному расширению и модернизацию зданий пассажирских терминалов.
23 декабря 1980 года аэропорт Дубай стал постоянным членом Международного совета аэропортов.
В течение 1980-х годов аэропорт Дубай использовался авиакомпаниями Air India, Cathay Pacific, Singapore Airlines, Malaysia Airlines и другими в качестве транзитного заправочного аэропорта на рейсах между Азией и Европой. С вводом на данные маршруты дальнемагистральных лайнеров Airbus A340, Boeing 747-400 и Boeing 777 исчезла необходимость в промежуточной остановке для дозаправки самолётов.

## Настоящее время
В рамках принятого плана по модернизации Международного аэропорта Дубай проведены работы по реализации первого этапа, включавшего в себя реконструкцию инфраструктуры взлётно-посадочных полос и развитию системы рулёжных дорожек.
Второй этап плана по объёму инвестиционных вложений оценивался в 4,5 млрд долларов США и включал в себя возведение нового здания пассажирского терминала. Строительные работы начались в 2002 году, в мае 2008 года были сданы в эксплуатацию здание Терминала 3 и Конкорс 2, что позволило увеличить максимальную пропускную способность аэропорта с 33 до 60 миллионов пассажиров в год. В рамках второго этапа также запланирован ввод в эксплуатацию нового конкорса 3 третьего терминала, который увеличит максимальный пассажирооборот аэропорта ещё на 19 млн человек в год. Кроме того, были расширены рулёжные дорожки к обеим взлётно-посадочным полосам и существенно доработана система рулёжных дорожек ко второй ВПП. Реализация второго этапа плана модернизации позволила открыть в аэропорту так называемый «Цветочный центр Дубай» (англ. Dubai Flower Centre) со специальной инфраструктурой обслуживания экспортных и импортных перевозок этого специфического и нуждающегося в особых условиях содержания и транспортировки товара.
В начале 2009 года были закончены работы по расширению операционных мощностей Терминала 2 до пяти миллионов пассажиров в год (▲ 2 млн), увеличив общую максимальную пропускную способность аэропорта до 62 млн человек в год. По заявлению Управления гражданской авиации Терминал 2 будет реконструироваться вплоть до 2011 года, пока максимальная пропускная мощность Терминала не достигнет показателя в 10 млн пассажиров в год (▲ 5 млн).
В 2004 году началось строительство нового пассажирского Терминала 3, стоимость работ по которому была оценена в 4,55 млрд долларов США. Первоначально сдача объекта планировалась на 2006 год, однако впоследствии была отложена на два года. Официальное открытие Терминала 3 состоялось 30 мая 2008 года, а первым коммерческим рейсом Терминала 3 стал рейс EK2926 Дубай — Джидда (Саудовская Аравия) авиакомпании Emirates Airline. Ввод в действие Терминала 3 позволил увеличить максимальную пропускную способность аэропорта на 43 млн пассажиров в год.
Для обеспечения возможности приёма и обслуживания самолётов Airbus A380 в аэропорту были проведены работы с общим капиталовложением в 230 млн долларов США, включавшие в себя строительство 29 специальных телетрапов, пять из которых находятся в Терминале 3 и два — в Терминале 1. Кроме того, в план второго этапа модернизации аэропорта входит строительство нового конкорса 3 для обслуживания исключительно самолётов A380 авиакомпании Emirates Airline, ожидаемый срок сдачи объекта в эксплуатацию — конец 2011 года.
В долгосрочной перспективе планируется строительство ещё одного грузового Мега-терминала (англ. Cargo Mega Terminal), способного обрабатывать до 3 млн тонн грузов ежегодно. После завершения работ по реализации всех этапов проекта модернизации Международный аэропорт Дубай будет способен обрабатывать свыше 5 млн тонн грузов в год и ежегодно обслуживать 75-80 млн пассажиров.
9 сентября 2009 года ожидается сдача в эксплуатацию двух станций красной ветки дубайского метрополитена: одна станция будет расположена в Терминале 1, вторая станция — в Терминале 3.
По итогам 2018 года Дубайский международный аэропорт обслужил 89,1 млн пассажиров. Пассажиропоток из России вырос на 14,5 % и достиг 1,5 млн туристов в 2018 году, из Китая — на 6 % и достиг 3,5 млн пассажиров, что стало результатом упрощения визового режима в 2017 и 2016 годах соответственно.
| Этап                 | Год | Описание |
| -------------------- | --- | --- |
| Этап 1               | 1998 | Первоначальная пропускная способность — 11 млн пассажиров в год                                                                  |
| Этап 1               | 2000 | Строительство Конкорса 1 Терминала 1 имени шейха Рашида. Максимальная пропускная способность аэропорта — 27 млн пассажиров в год |
| Этап 2               | | |
| 2003                 | Усиление рулёжных дорожек. Дополнительные работы над рулёжными дорожками для завершения комплекса обслуживания недавно сданной в эксплуатацию второй взлётно-посадочной полосы | |
| 2004                 | Завершение строительства «Цветочного центра Дубай» | |
| 2008                 | Открытие нового VIP-павильона в июле 2008 года | |
| 2008                 | Открытие Конкорса 2 Терминала 3. Максимальная пропускная способность аэропорта — 60 млн пассажиров в год                                                                       | |
| 2011                 | Завершение строительства Конкорса 3. Пропускная способность аэропорта — 75 млн пассажиров в год с возможностью увеличения до 80 млн                                            | |
| 2018                 | Завершение строительства грузового Мега-терминала. Максимальный объём грузооборота аэропорта в год — 3 млн тонн                                                                | |
| Этап 3               | Рассматривается | Строительство Терминала 4 |
| Общая инфраструктура | 2004 — 2008 | Ввод в эксплуатацию центров инженерных служб и бортового питания Emirates Airline, строительство «Цветочного центра Дубай»       |
| Общая инфраструктура | 2007 | Открытие центра бортового питания Emirates Airline, производительность — 115 тысяч порций в сутки.                               |
| Общая инфраструктура | 2007 | Открытие центра инженерного обеспечения Emirates Airline. Построены крупнейшие в мире ангары                                     |
| Общая инфраструктура | 2009 | Расширение и реконструкция Терминала 2. Максимальная пропускная способность аэропорта — 62 млн пассажиров в год                  |

27 июля 2010 года был открыт новый «Международный аэропорт Аль-Мактум» в пригороде Джебель-Али. Этот аэропорт ещё находится в процессе строительства, по окончании которого он станет четвёртым в мире аэропортом по занимаемой площади и будет способен обслуживать до 120 млн пассажиров в год.
| Показатель                     | 1998         | 2002         | 2006                        |
| ------------------------------ | ------------ | ------------ | --------------------------- |
| Пассажиров в год               | 9,732 млн    | 15,973 млн   | 28,788 млн                  |
| Грузооборот в год              | 431 777 тонн | 764 193 тонн | 1,410 млн тонн              |
| Маршрутных направлений         | 110          | 170          | более 215 (июнь 2006 года)  |
| Еженедельных регулярных рейсов | около 2300   | около 2850   | более 4550 (июнь 2006 года) |

## Авиакомпании, базирующиеся в аэропорту
- Emirates Airline — крупнейшая авиакомпания — оператор «Международного аэропорта Дубай», эксплуатирующая парк из более чем 260 широкофюзеляжных самолётов Airbus и Boeing. Маршрутная сеть компании охватывает страны Ближнего Востока, Африки, Европы, Северной и Южной Америки, Азии, Австралии и Новой Зеландии. Рейсы Emirates Airline обслуживаются только в пассажирском Терминале 3;
- Emirates SkyCargo — дочерняя авиакомпания Emirates Airline, выполняющая грузовые авиаперевозки между Дубаем и аэропортами всех континентов;
- Flydubai — новая низкобюджетная авиакомпания ОАЭ, обслуживаемая в Терминале 2 и осуществляющая регулярные пассажирские перевозки в страны Ближнего Востока, Африки, Европы и Южной Азии.

## Инфраструктура аэропорта

### Терминалы, общие сведения
Международный аэропорт Дубай эксплуатирует три пассажирских терминала, здание Терминала 4 в данное время находится в стадии согласования задания на проектирование. Терминал 1 содержит один конкорс D, Терминал 3 состоит из трёх конкорсов A, B и С.Терминал 2 расположен отдельно от двух остальных и имеет конкорс F.
Терминал обслуживания грузовых авиаперевозок также находится в отдельном здании и в настоящий период способен обрабатывать до 3 млн тонн грузов в год, рядом с ним расположен Терминал для обслуживания авиации общего назначения.

### Пассажирские терминалы
Обслуживание пассажирских рейсов в Международном аэропорту Дубай в настоящее время проводится в трёх терминалах. Здания терминалов 1 и 3 непосредственно соединены между собой общей транзитной зоной, что позволяет пассажирам перемещаться между ними без прохождения процедур таможенного контроля, в то время, как здание Терминала 2 построено на противоположной стороне комплекса аэропорта. Пассажиры, следующие транзитом через аэропорт Дубай и проходящие регистрацию в Терминале 2, могут воспользоваться услугами местного автобусного сообщения: время поездки между терминалами 1 и 2 составляет около 20 минут, перемещение между терминалами 2 и 3 занимает около получаса.
Максимальная пропускная способность трёх пассажирских терминалов вкупе с VIP терминалом составляет на данный момент 62 млн человек в год и будет увеличена к 2011 году до 75-80 млн пассажиров в год с введением в строй нового конкорса 3. Общая площадь пассажирских терминалов составляет 225 020 квадратных метров. Терминальный комплекс обслуживает весь спектр пассажирских перевозок, Терминал 2 предназначен, в основном, для чартерных рейсов и рейсов бюджетных авиакомпаний в страны Ближнего Востока и Персидского залива, терминалы 1 и 3 в сумме обрабатывают до 90 % всего объёма пассажирских перевозок аэропорта.

#### Терминал 1
Терминал 1 имени шейха Рашида первоначально имел максимальную пропускную способность в 30 млн пассажиров в год, однако, с увеличением общей нагрузки на аэропорт впоследствии был территориально расширен на 29 новых гейтов, пропускная способность при этом увеличилась до 30 млн пассажиров в год. Терминал 1 обслуживает 125 авиакомпаний и содержит 40 стоек паспортного контроля и 14 пунктов выдачи багажа (багажных каруселей).

#### Конкорс C (ранее — конкорс 1)
Конкорс C был открыт в 2000 году и являлся главной пассажирской зоной Международного аэропорта Дубай вплоть до ввода в эксплуатацию Терминала 3. Конкорс C входит в состав Терминала 1 и соединён с основным зданием подземным переходом длиной в 300 метров. Конкорс C вместе с общим Терминалом 1 обслуживает 125 международных авиакомпаний и включает в себя 60 выходов на посадку (гейтов), в том числе 32 телетрапа и 28 удалённых гейтов, расположенных на нижних уровнях здания. Гейты Конкорса C пронумерованы в диапазоне с C01 до C60.
Инфраструктура Конкорса C в настоящее время включает в себя рестораны, комнаты отдыха, пятизвёздочную гостиницу, бизнес-центр, оздоровительный клуб и разместившийся на площади в 5400 квадратных метров торговый центр беспошлинной торговли. На территории Конкорса также находятся медицинский центр и молельные комнаты.

#### Терминал 2
Здание Терминала 2 было введено в эксплуатацию в 1998 году и после проведения работ по модернизации и расширению операционной площади имеет максимальную пропускную способность в 5 млн пассажиров в год. Терминал 2 обслуживает в основном рейсы небольших авиакомпаний стран Персидского залива, большинство из которых выполняются в Иран, Пакистан и Афганистан. В настоящее время Терминал 2 работает почти на максимальной загрузке, обслуживая более 25 авиакомпаний, летом 2009 года Терминал 2 станет базовым для бюджетной авиакомпании Flydubai.
Терминал 2 состоит из наземных и подземных этажей, включает в себя 180 стоек регистрации билетов, залы для пассажиров первого и бизнес классов, рестораны и автомобильную стоянку на 2600 мест. В результате работ по реконструкции терминала площадь торговых зон была более чем удвоена по сравнению с первоначальным вариантов, увеличившись на 4800 м² в основном здании терминала и на 10 700 м² в здании Конкорса 2. Зона беспошлинной торговли первоначально занимала площадь 50 м² в зале прибытия и 3437 м² в зале отправления пассажиров, впоследствии территория беспошлинной торговли была расширена ещё на 3437 квадратных метров.
Основная зона Терминала 2 содержит 52 стойки иммиграционного контроля, 14 багажных каруселей и 12 стоек контроля по биометрическим паспортам (англ. Electronic Passport Control System).

#### Терминал 3
Терминал 3 имеет 2 конкорса — Конкорс B (ранее — конкорс 2) и конкорс A (ранее — конкорс 3).

#### Конкорс B
Здание Конкорса B напрямую соединено с Терминалом 3 при помощи 950-метровой системы переходов и используется для обслуживания пассажиров авиакомпании Emirates Airline. Зоны прилёта и отправления пассажиров располагаются на нескольких уровнях (этажах) и включают в себя 32 телетрапа с номерами B01 — B32, пять из которых сертифицированы под приём самолётов Airbus A380.
В здании Конкорса B находятся гостиница на 300 мест с пяти- и четырёхзвёздочными номерами и спортивно-оздоровительные центры.

#### Конкорс A
Конкорса A, построенный в 2011 году, представляет собой уменьшенную копию Конкорса B. Он рассчитан на пропускную способность в 15 млн пассажиров в год и включает в себя 20 гейтов. В настоящее время из конкорса А вылетает большинство рейсов, выполняемых на Airbus A380.
Конкорс A является отдельным зданием и сообщается с терминалом 3 и конкорсами B и C при помощи метро, поездка на котором занимает несколько минут.

#### Терминал 4

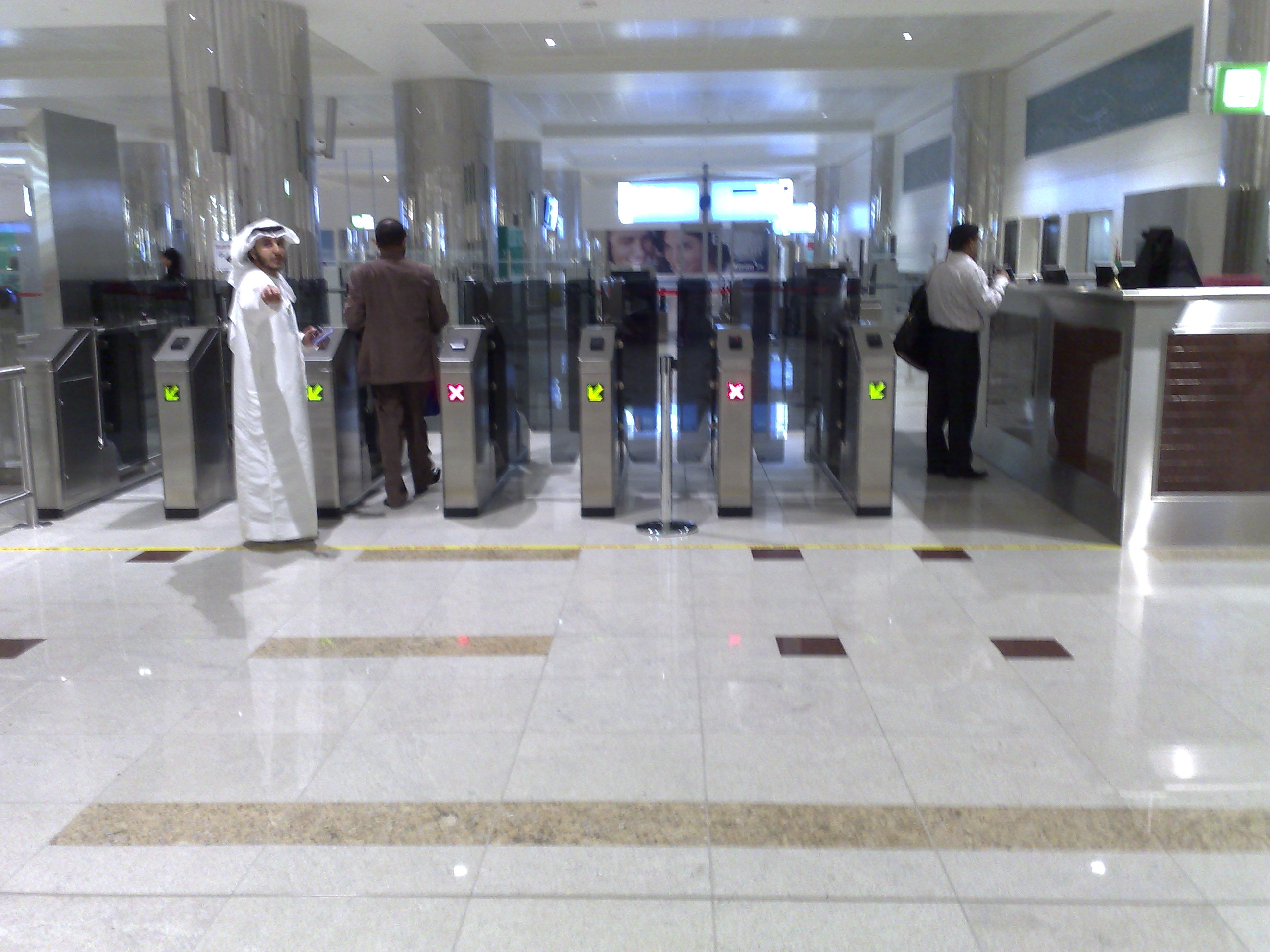
Счётчики проверки биометрических паспортов в зоне паспортного контроля

Процедуры планирования и проектирования нового здания пассажирского Терминала 4 начались 14 ноября 2008 года, в день, когда авиакомпания Emirates Airline завершила процесс по переводу обслуживания всех своих рейсов в сданный Терминал 3.
В соответствии с официальными планами Международного аэропорта Дубай Терминал 4 будет строиться как дополнение и расширение существующего Терминала 3. По заявлению генерального директора аэропорта Пола Гриффитса (англ. Paul Griffiths) руководство аэропорта в течение ближайших двух лет намерено израсходовать 290 млн дирхамов для вывода действующих терминалов 1, 2 и 3 на максимальные операционные мощности. В результате этого к 2013 году максимальная пропускная способность аэропорта должна будет вырасти до 75-80 млн пассажиров в год.

#### VIP терминал
VIP-терминал Международного аэропорта Дубай открылся 17 ноября 2008 года и предназначен для обслуживания высокопоставленных особ, бизнесменов, спортивных звёзд и сотрудников крупных корпоративных структур. VIP-терминал расположен около пассажирского Терминала 2, занимает площадь в 5500 квадратных метров в двух уровнях, имеет ангар площадью 3700 м² и специальную автопарковку для размещения автомобилей на длительные сроки стоянки.
VIP-терминал имеет собственную службу иммиграционного таможенного контроля. В здании терминала также находятся магазины беспошлинной торговли, оборудованные по последнему слову техники бизнес-центр и конференц-залы, восемь богатых частных салонов, имеется служба лимузинов для доставки пассажиров к самолётам.

#### Грузовой терминал
Грузовой авиаузел Международного аэропорта Дубай является одним из крупнейших в мире транзитных хабов грузовых авиаперевозок, обслуживая основные направления в страны Азии и Африки. В 2004 году руководством аэропорта был принят план по строительству первой очереди грузового терминала Мега (англ. cargo mega terminal), который будет рассчитан на обработку 3 млн тонн грузовых перевозок.

#### Цветочный центр
Руководство Международного аэропорта Дубай уверено в необходимости строительства центра обработки цветочной продукции в аэропорту, поскольку Дубай является крупной перевалочной базой для импорта и экспорта цветов, а сама продукция нуждается в специальных условиях хранения и транспортировки. Первый этап создания Цветочного центра был завершён в 2004 году и обошёлся казне аэропорта в 50 млн долларов США.
Строительство Цветочного центра будет продолжено в течение ещё как минимум двух лет. После полного ввода в эксплуатацию Центр будет обеспечивать должный уровень автоматизации технологических процессов, ручной труд по сортировке цветочной продукции на первом этапе будет заменён полуавтоматической, а затем и полностью автоматической сортировкой.
Цветочный центр будет занимать площадь около 100 000 м², ожидаемая пропускная способность составляет более 300 000 тонн груза в год. Температуру всех технологических помещений Центра планируется поддерживать на уровне от +2 °C до +4 °C.

### Взлётно-посадочные полосы
Международный аэропорт Дубай эксплуатирует две параллельные взлётно-посадочные полосы 12R/30L и 12L/30R длиной 4000 м и шириной 60 м каждая. Обе ВПП оборудованы курсо-глиссадными системами для возможности работы в очень плохих метеорологических условиях. Взлётно-посадочные полосы аэропорта расширены под приём самолётов Airbus A380 и сертифицированы по категории IIIb.
В рамках работ по второму этапу модернизации аэропорта было проведено укрепление обеих взлётно-посадочных полос и завершён комплекс работ по созданию инфраструктуры обслуживания недавно сданной в эксплуатацию второй ВПП.

### Airbus A380
Необходимость проведения работ по модернизации аэропортового комплекса под возможность обслуживания самых больших пассажирских самолётов Airbus A380 была вызвана, в первую очередь, эксплуатацией этих лайнеров базирующейся в аэропорту национальной авиакомпании Emirates Airline. Управление гражданской авиации Дубая потратило 120 миллионов долларов США на реконструкцию двух пассажирских терминалов, расширение посадочных гейтов, новые парковочные места и телескопические трапы, расширение взлётно-посадочных полос, а также на увеличение площади багажных каруселей, увеличив их длину со стандартных 70 до 90 метров. В результате увеличения каруселей пассажиры А380 затрачивают на получение своего багажа не больше времени, чем пассажиры Boeing 747-400, вмещающего значительно меньше человек по сравнению с А380.
16 июля 2008 года аэропорт Дубай объявил о вводе в действие пяти специальных гейтов Терминала 1 с телетрапами, позволяющими осуществлять посадку пассажиров A380 сразу в два уровня 500-местного самолёта. Новые пять гейтов обошлись аэропорту в 10 млн долларов США. В период до 14 ноября 2008 года были сданы ещё восемь подобных гейтов в Терминале 3.
Руководство Международного аэропорта Дубай инвестировало 3,5 млрд долларов США в строительство нового Конкорса 3, предназначенного исключительно для обслуживания A380 авиакомпании Emirates Airline. Терминал был полностью введён в эксплуатацию в феврале 2013.

## Услуги и сервис

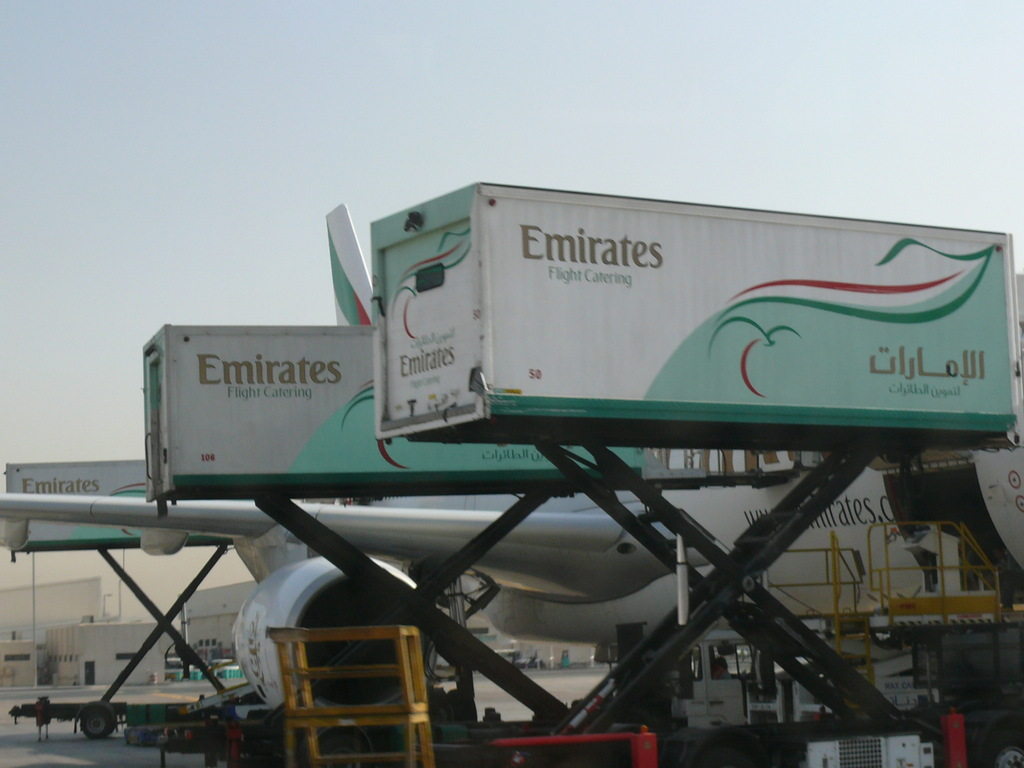
Служба борт-питания авиакомпании Emirates Airline

### Наземное обслуживание
Наземное обслуживание в Международном аэропорту Дубай производится силами дубайской компании Dnata Ground Handling Services, которая занимается обработкой грузовых рейсов, погрузкой и выгрузкой багажа на пассажирских рейсах, а также техническим обслуживанием самолётов авиакомпаний.

### Обслуживание самолётов
Инженерная служба Emirates Airline имеет в Международном аэропорту Дубай собственный стенд (полигон) для проведения технического обслуживания и ремонта двигателей самолётов, а также занимается предоставлением всего спектра технических услуг по обслуживанию самолётов как компании Emirates Airline, так и остальных авиакомпаний, работающих в аэропорту Дубай.
Текущая инфраструктура техобслуживания самолётов включает в себя:
- семь самолётных ангаров, которые адаптированы под размеры Airbus A380;
- ангары для покраски самолётов;
- сборочные промышленные цеха;
- стенд для техобслуживания авиационных двигателей;
- службу прохождения процедур технического осмотра и обслуживания самолётов;
- тестовую камеру для авиационных двигателей;
- склад авиационных запасных частей.

## Авиакомпании и направления
Все пассажиры внутренних и международных рейсов проходят процедуры сканирования на подозрительные предметы. Терминалы 1 и 3 обрабатывают до 95 % всех международных рейсов аэропорта, Терминал 2 ориентирован в основном на обслуживание региональных международных маршрутов в Иран и Саудовскую Аравию. Авиакомпания Emirates Airline использует только Терминал 3, бюджетные авиаперевозчики flydubai и другие — Терминал 2.
Рост объёма пассажирских перевозок через Международный аэропорт Дубай составляет в среднем около 18 % в год. К 2007 году аэропорт достиг показателя в 33 млн пассажиров в год, по итогам 2008 года этот же показателель перешёл отметку в 37 млн человек. Международный аэропорт Дубай стал единственным среди десяти самых загруженных аэропортов в мире, показавшим рост пассажирооборота в первом квартале 2009 года. Услугами аэропорта с января по март 2009 года воспользовались 9 529 550 человек, что на 2 % больше по сравнению с аналогичным периодом прошлого года (9 341 270 человек).
Общий объём грузооборота в первом квартале 2009 года составил 425 172 тонны, увеличившись по сравнению с первым кварталом прошлого года на 1881 тонну.
По состоянию на февраль 2009 года Международный аэропорт Дубай обслуживал рейсы 125 авиакомпаний по более чем 200 направлениям в страны шести континентов.

Страны, в которые выполняются регулярные рейсы из аэропорта Дубай

#### Галерея — Самолёты в аэропорту Дубая

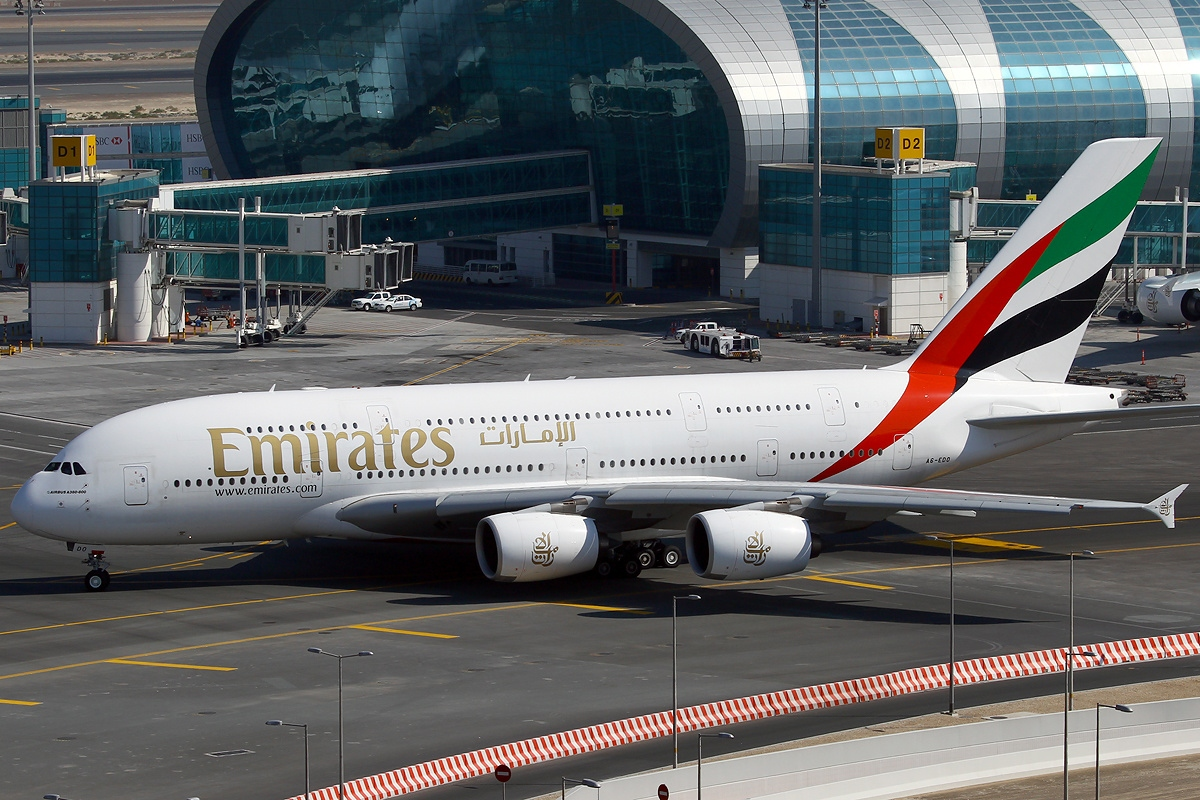
Airbus A380 Emirates
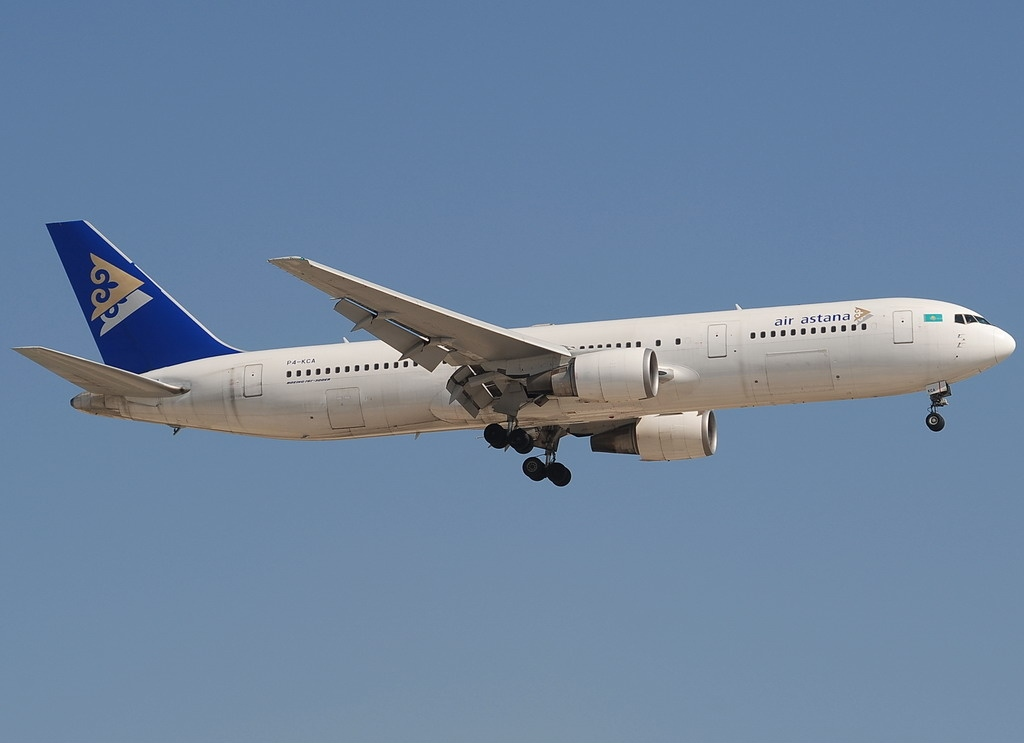
Boeing 767-300ER Air Astana
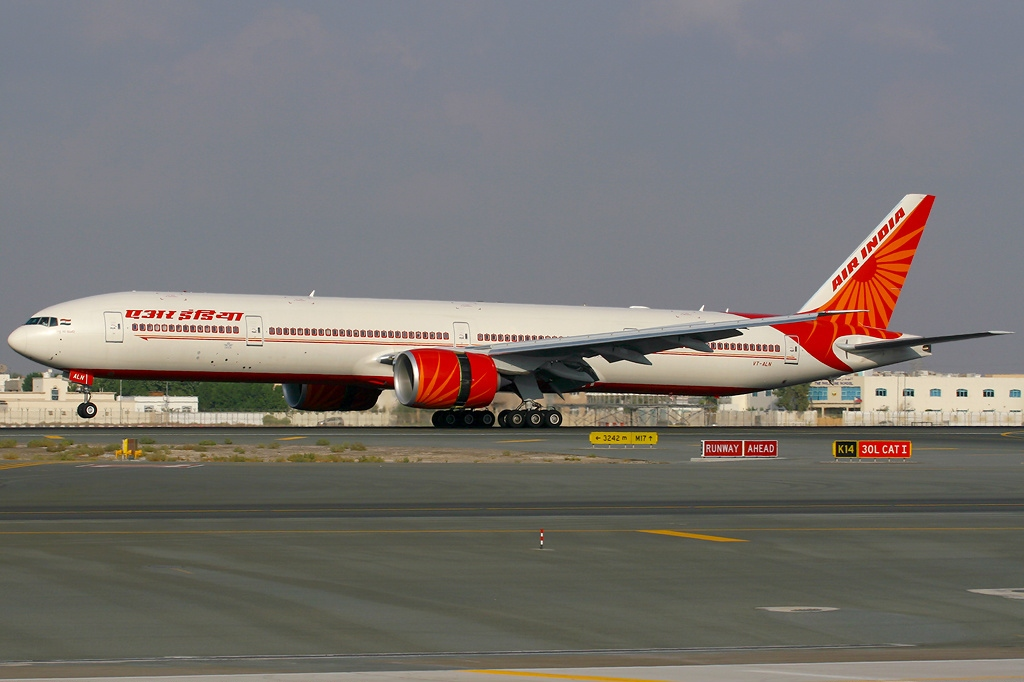
Boeing 777-300 Air India
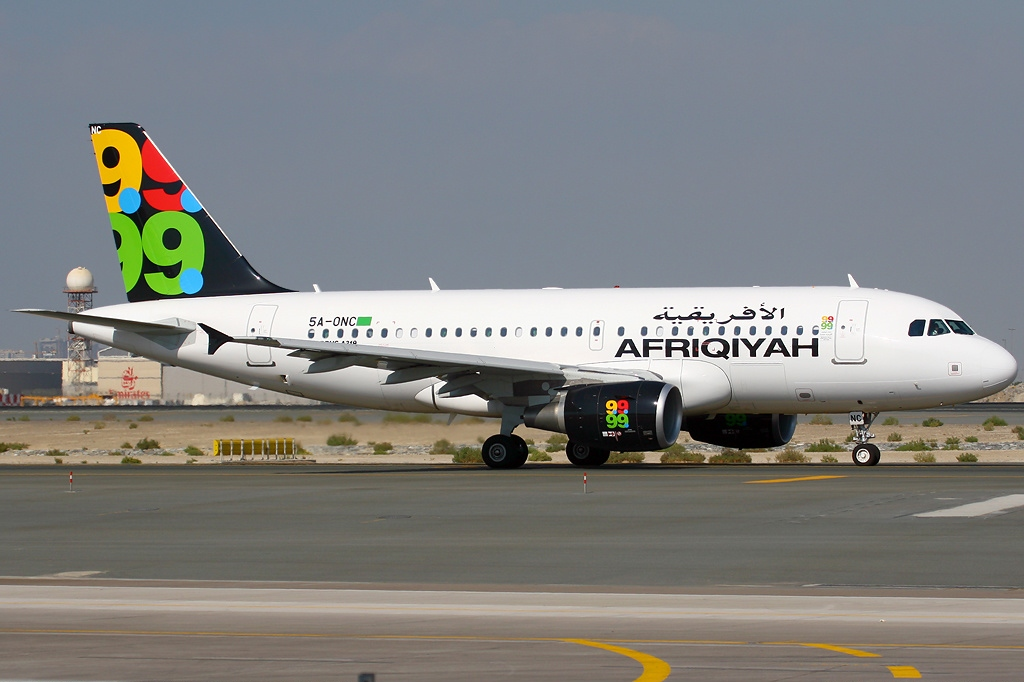
Airbus A319 Afriqiyah Airways
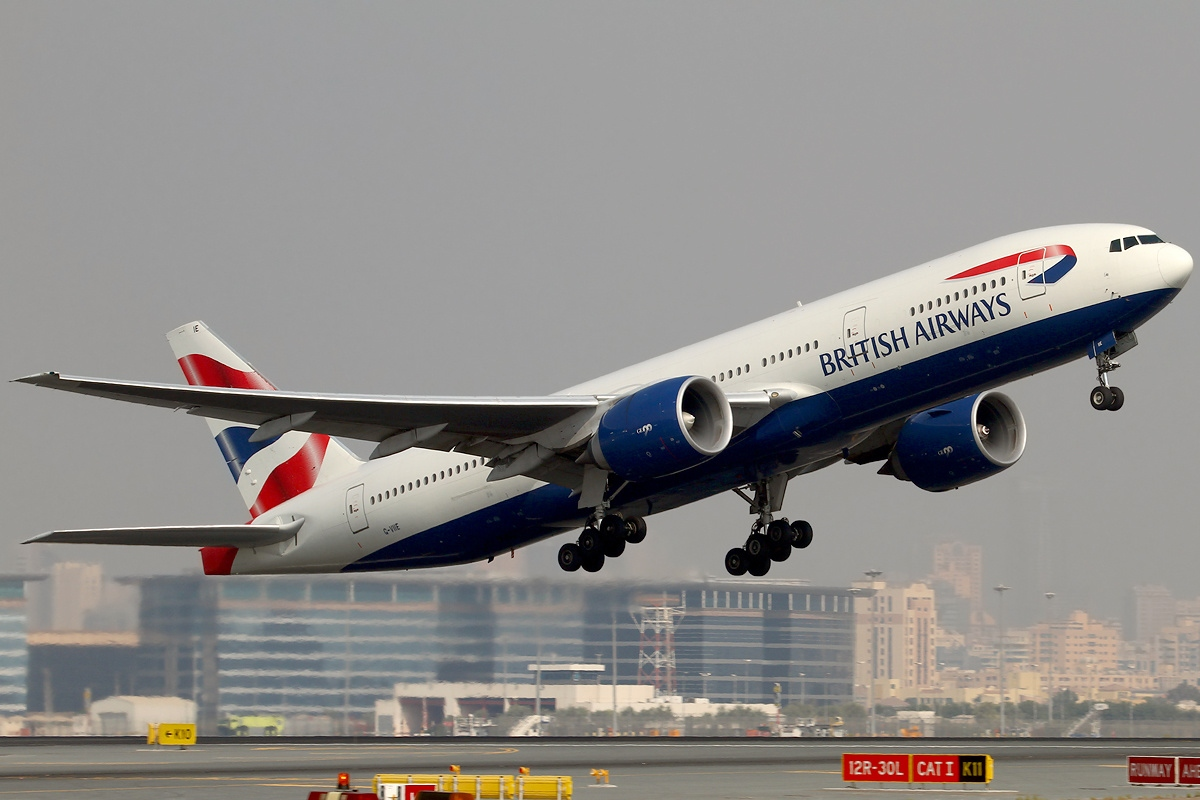
Boeing 777-200 British Airways
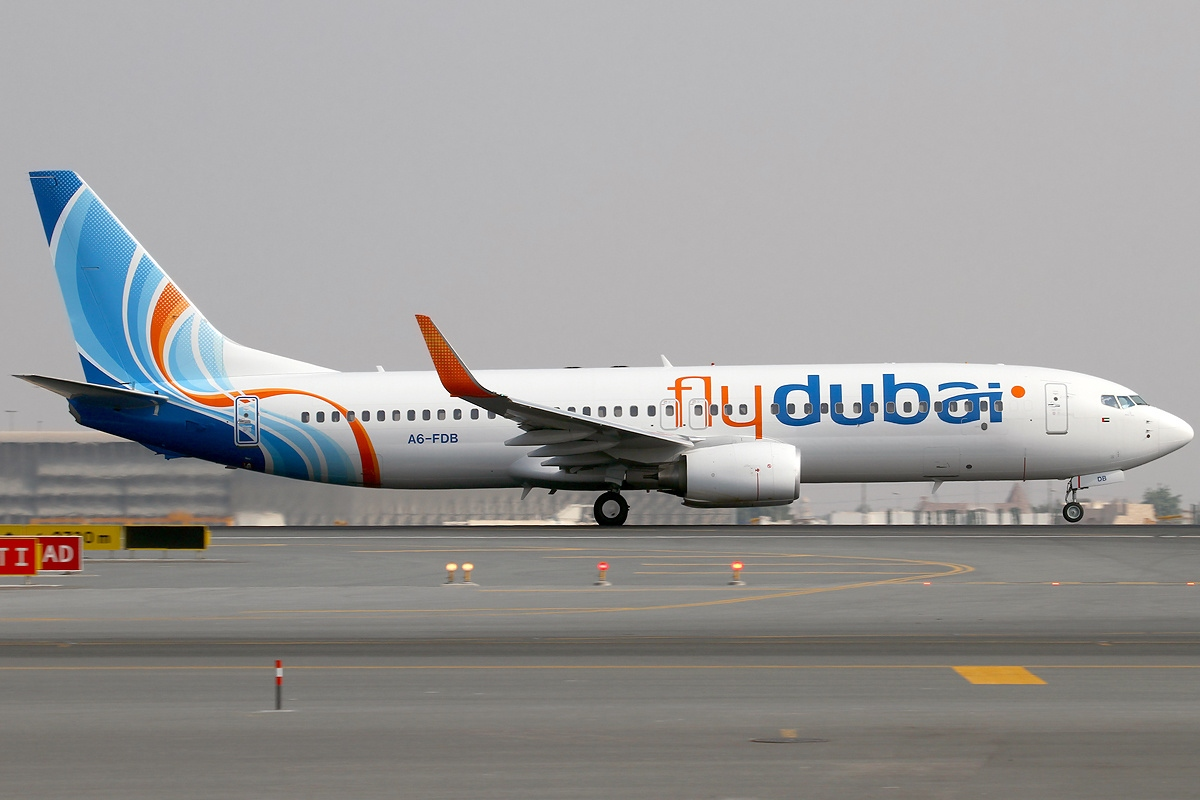
Boeing 737 flydubai

## Статистика
Данные из запроса в Викиданные.
| Год  | Пассажиропоток | Грузопоток | Взлетов/посадок |
| ---- | -------------- | ---------- | --------------- |
| 2003 | 18,062,344     | 928,758    | 148,334         |
| 2004 | 21,711,883     | 1,111,647  | 168,511         |
| 2005 | 23,607,507     | 1,333,014  | 195,820         |
| 2006 | 28,788,726     | 1,410,963  | 217,165         |
| 2007 | 34,340,000     | 1,668,505  | 260,530         |
| 2008 | 37,441,440     | 1,824,991  |                 |
| 2009 | 40,901,752     | 1,927,520  |                 |
| 2010 | 47,180,628     | 2,270,498  | 292,662         |
| 2011 | 50,977,960     | 2,199,750  | 326,317         |
| 2012 | 57,684,550     | 2,279,624  | 344,245         |
| 2013 | 66,431,533     | 2,435,567  | 369,953         |
| 2014 | 70,475,636     | 2,367,574  | 357,339         |
| 2015 | 78,014,841     | 2,506,092  | 406,625         |
| 2016 | 83,654,250     | 2,592,454  | 418,220         |
| 2017 | 88,242,099     |            |                 |
| 2018 | 89,149,387     |            |                 |
| 2019 | 86,396,757     |            |                 |
| 2020 | 18,229,461     |            |                 |
| 2021 | 29,110,609     |            |                 |

### Наиболее загруженные маршруты
| Место | Аэропорт                                          | Количество рейсов в неделю из аэропорта Дубай |
| ----- | ------------------------------------------------- | --------------------------------------------- |
| 1     | Международный аэропорт Бахрейн                    | 184                                           |
| 2     | Международный аэропорт Имам Хомейни               | 174                                           |
| 3     | Международный аэропорт Кувейта                    | 165                                           |
| 4     | Международный аэропорт Маскат                     | 132                                           |
| 5     | Лондон — Хитроу                                   | 96                                            |
| 6     | Международный аэропорт имени Мухаммада Али Джинны | 91                                            |
| 7     | Международный аэропорт имени Чатрапати Шиваджи    | 83                                            |
| 8     | Международный аэропорт имени королевы Алии        | 79                                            |

## Наземный транспорт

### Автомобильный

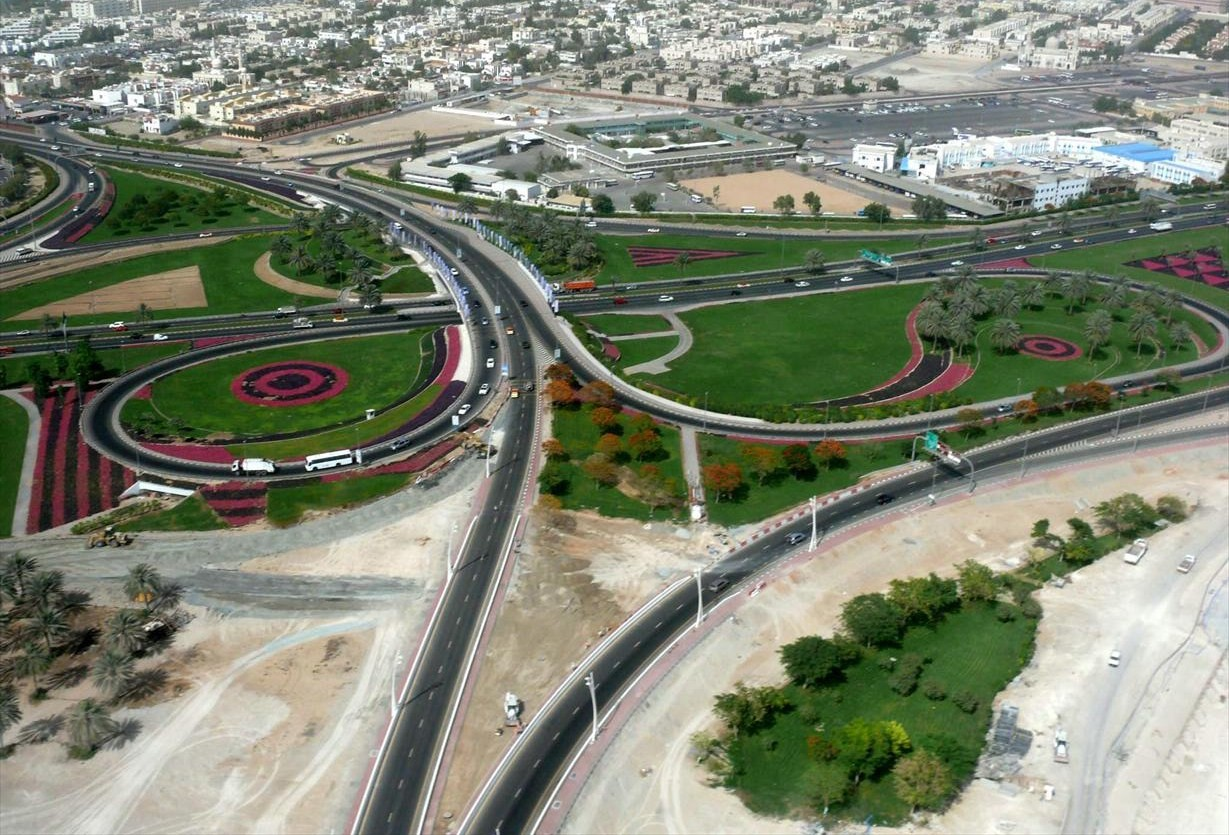
Автомагистраль D-89

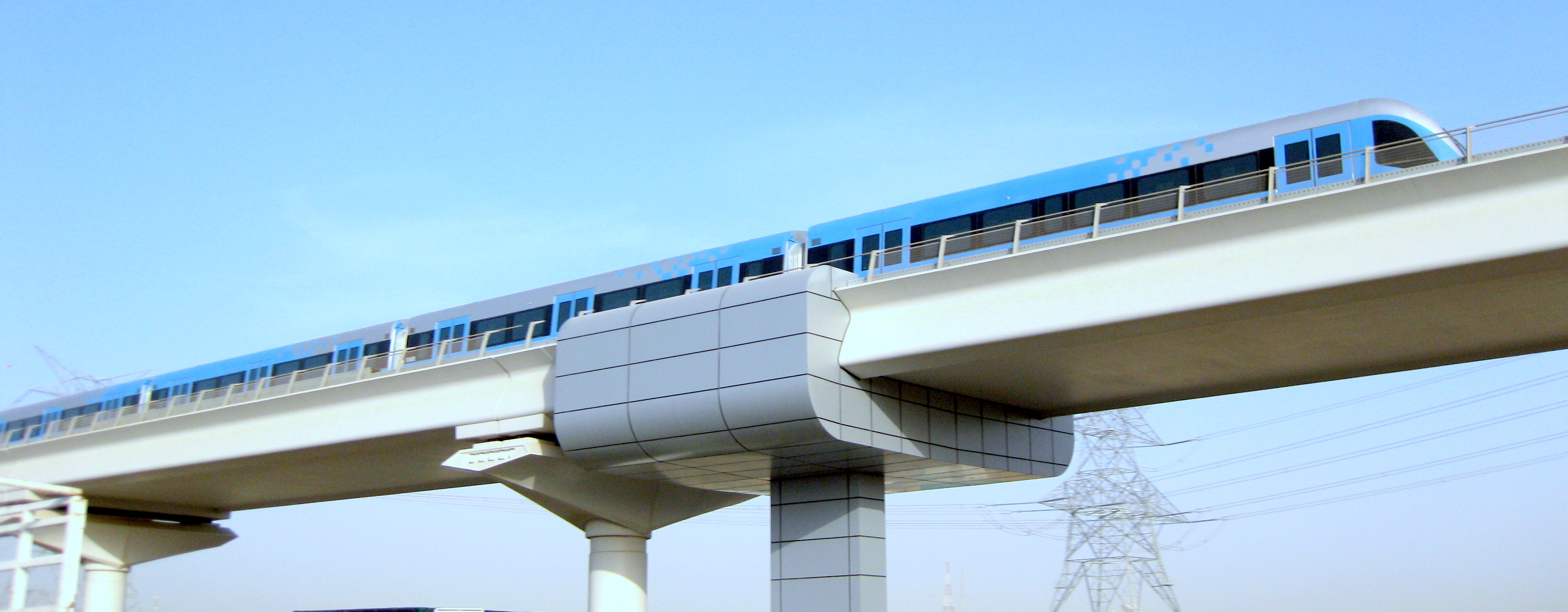
Железная дорога в аэропорт, февраль 2009 года

Международный аэропорт Дубай связан с городом автомагистралью D-89, которая начинается с района Дейра-Кониш, расположена перпендикулярно другой автомагистрали D-85 и является самой протяжённой автомобильной дорогой в стране. От района Дейра D-89 идёт на юго-восток в направлении аэропорта и окрестностях его пересекает автодорогу Е-311.

### Железнодорожный
Через первый и третий терминалы аэропорта проходит красная линия дубайского метрополитена, работающего ежедневно с пяти утра до полпервого ночи. Станции были открыты 09 сентября 2009 года. Они расположены в передних частях обоих терминалов и соединены переходами с зонами прилёта пассажиров. Станцию зелёной ветки ввели в эксплуатацию в марте 2012 года, она находится в отдалении от Терминала 2.

### Автобусы
Управление дорог и транспорта Дубая (RTA) эксплуатирует несколько постоянных автобусных маршрутов из Международного аэропорта Дубай, но основным из них является рейс из Дейры до аэропортовой зоны наземного транспорта, расположенной в зоне прибытия пассажиров.
Автобусные станции находятся напротив терминалов 1, 2 и 3. Автобусные маршруты под номерами 4, 11, 15, 33 и 44 связывают терминалы 1 и 3, рейс под номером 2 работает до терминала 2. Международный аэропорт Дубай предоставляет услуги транспортировки прибывших пассажиров на пассажирских автобусах с кондиционерами в центр Дубая и до более чем восьмидесяти гостиниц города.

### Такси
Услуги такси в Международном аэропорту Дубай предоставляет подразделение Правительства Дубая. Такси доступны круглосуточно, стоянка расположена в терминале прибытия пассажиров.

## Авиационные происшествия
В аэропорту Дубая имел место ряд происшествий и катастроф, в частности:
- 21 сентября 2001 Авиалайнер Ил-86 авиакомпании «Аэрофлот» совершал рейс SU521 по маршруту Москва — Дубай, но, заходя на посадку в аэропорту Дубая, по вине экипажа совершил жёсткую посадку «на брюхо». Все находившиеся на его борту 322 человека (307 пассажиров и 15 членов экипажа) выжили[38].
- 3 августа 2016 Авиалайнер Boeing 777 авиакомпании Emirates совершал рейс EK521 по маршруту Тривандрам — Дубай, но, в результате грубой посадки в аэропорту Дубая, получил серьёзные повреждения и загорелся. Все находившиеся на его борту 300 человек (282 пассажира и 18 членов экипажа) выжили[39]. Однако при тушении пожара погиб один работник наземных служб[40].